# Elspa Mørkøre
Elspa Mørkøre (* 22. Oktober 1991 in Syðrugøta, Färöer) ist eine Schwimmerin der Färöer. Sie ist die erste Färingerin, die jemals die 100 m Freistil unter einer Minute schwamm.
Elspa Mørkøre schwimmt für den Verein Fuglafjarðar Svimjifelag in Fuglafjørður und hält diverse Landesrekorde. Sie ist derzeit (Stand 2007) die beste Schwimmerin der Färöer in acht von zehn Stilen und Distanzen. Ihren Durchbruch hatte sie 2005, als sie 25 Landesrekorde brach, darunter einen, der über 20 Jahre alt war. Bei den Juniorenmeisterschaften der Nordischen Länder im Dezember 2005 in Reykjavík gewann die damals 14-Jährige Silber, was als einer der größten Erfolge des färöischen Schwimmsports bis dahin galt. Mit der Staffel der Färingerinnen bei den Island Games 2005 auf den Shetlandinseln gewann sie Gold.
Elspa Mørkøre war auf den Färöern Schwimmerin des Jahres 2004/05, 2005/06 und 2006/07.
Im Januar 2006 wurde sie von den Lesern der Zeitung Dimmalætting zur Sportlerin des Jahres 2005 (Sportleistung des Jahres) gewählt. Dabei war ihre Konkurrenz in jenem Jahr hochkarätig: Der Turner Høgni Øster besiegte seine Krebskrankheit und gewann bei den Island Games 2005 mehrere Medaillen. Die Ruderin Katrin Olsen wurde im dänischen Doppelvierer Vizeweltmeisterin, der Sørvágs Ítróttarfelag feierte sein 100-jähriges Bestehen mit dem Landesmeistertitel und Pokalsieg im Volleyball, und B36 Tórshavn wurde Fußballmeister und konnte die bis dahin beste färöische Leistung im Vereinsfußball auf europäischer Ebene vorweisen, indem sie im UEFA Cup eine Runde weiter kamen. Bei der Preisverleihung bezeichnete sie der Sportpräsident Heðin Mortensen als „großes Vorbild, nicht nur für die Schwimmer, sondern für alle färöischen Sportler“. Bei der Wahl zur Sportlerin 2006 wurde sie wieder nominiert, aber diesmal gewann der junge Schachspieler Helgi Ziska.
Bei den Island Games 2007 auf Rhodos stellte sie am 3. Juli ungefährdet einen neuen Island-Games-Rekord über 100 Meter Rücken auf. Mit der Staffel gewann sie zweimal Gold – auch das jeweils neue Island-Games-Rekorde. Am 4. Juli holte sie erneut Gold auf den 200 m Rücken.